# Severo Portela Júnior
Severo Portela Júnior, mais conhecido apenas como Severo Portela, (Coimbra, 10 de Setembro de 1898 – Lisboa, 8 de Julho de 1985) foi um escultor e pintor português.

## Biografia
Nasceu na cidade de Coimbra, em 10 de Setembro de 1898, filho do escritor Severo Portela e de Miquelina Penalva Figueiredo Jardim Portela, e neto dos Viscondes de Monte São.
Estudou na Escola de Belas-Artes de Lisboa, onde foi aluno de Ernesto Condeixa na pintura, e de Simões de Almeida na escultura. Já neste período se realçava pelo seu talento artístico, tendo o jornalista D. P. Barreira escrito em 1915 na revista Occidente que «atraido fui pela estatueta do Rapaz que ri, que se destaca logo á entrada, ao fundo do salão central do edeficio [sic] que foi para mim a mais agradaval e surpreendente mostra da extraordinaria vocação do novel artista que a trabalhou, o Sr. Severo Portela, filho, talvez o mais novo dos expositores deste ano discipulo de Simões de Almeida Sobrinho. Aquela figurita, junto da qual me quêdei largos minutos em contemplativa admiração, é digno de todos os encomios pela correção das linhas e pela naturalidade flagrante do mais juvial humor infantil, que o jovem artista tão fielmente soube reproduzir no barro». Em 1922, o jornalista Norberto de Araújo publicou um artigo sobre Severo Portela Júnior na revista Illustração Portuguesa, tendo comentado sobre várias estátuas suas. Deu um especial ênfase à obra O Beijo, que descreveu como «Lá temos na adivinhação do barro, batido por dedadas incertas, o braço que segura a anca, a cabeça esguedelhada que sorve o contacto, e tudo nesse grupo nos dá a impressão, dum artista visionario que quer deixar de balbuciar demonstrações, ainda não em planos de realisação potente, mas já descobertas em seiva e frescura». Sobre a obra Estudo, destacou «a sugestão rodinesca [e] os exageros da anatomia» traços ainda mais proeminentes no trabalho Remorso, que classificou como «brutal e confuso, que oxalá a pedra vista a seu tempo de claridade divina».
Entre 1932 e 1933 foi bolseiro da Junta de Educação Nacional, na qualidade de pintor, tendo sido classificado pelo Diário de Lisboa em 1935 como «um dos maiores valores da nova geração». Em 21 de Março de 1935, o Diário de Lisboa noticiou que o jornalista Sousa Fonseca, do jornal madrileno Ahora, tinha classificado Severo Portela Júnior, que tinha estado recentemente em Espanha, como «talvez a revelação mais extraordinária da pintura portuguesa dos ultimos tempos».
Foi descrito em 1963 pela Gazeta dos Caminhos de Ferro como um «artista que domina todos os géneros de pintura e desenhador de técnica poderosa», «um desenhador extraordinário, de traço vigoroso, que sabe dar volume às suas figuras». Como pintor, foi principalmente um «paisagista, retratista, pintor de natureza morta e de flores». Entre as suas principais inspirações contam-se o Alentejo, onde viveu, tendo produzido diversas obras sobre profissões e figuras daquela região, como os maiorais e ceifeiros, destacando-se o seu quadro a óleo Ciganos de Beja. Outras obras onde é visível a sua forte ligação ao Alentejo, e em particular à vila de Almodôvar, incluem Motivos de Cozinha Alentejana, As Bruxas de Almodôvar, A Ceifeira Bonita, Ceifeiro, Mestre Xico e Abegãos. Também produziu vários trabalhos de arte sacra, como o quadro São Vicente de Lisboa, o desenho Cristo Crucifixado, e as cabeças de estudo para as igrejas de Merceana, Almodôvar e São João de Brito. Como retratista, são de especial interesse as suas obras femininas, como A Boina Vermelha e Senhora Vestida à Moda Antiga. Entre as suas principais influências contavam-se Columbano Bordalo Pinheiro e Diego Velázquez. Num artigo publicado em 1946 na revista Vida Mundial Ilustrada, Manuel Martinho referiu que «Severo Portela tem, hoje, uma obra que o impôe na vanguarda dos nossos melhores pintores». Com efeito, vários dos seus trabalhos foram adquiridos pelo governo, que os expôs em museus. Colaborou em diversas ocasiões com o pintor Joaquim da Costa Rebocho, que também teve fortes ligações à região Sul do país.
Em Maio de 1963, fez uma exposição na Sociedade de Belas Artes, no Palácio da Rua Barata Salgueiro, onde apresentou mais de uma centena de trabalhos, correspondentes ao seu período entre 1926 e 1963. Além de pinturas, também expôs dois esculturas em bronze, intituladas Máscara e Baixo Relevo.
Doou uma grande parte das suas obras ao concelho de Almodôvar, que colocou o nome de Severo Portela no Museu Municipal.
Faleceu em 8 de Julho de 1985, na cidade de Lisboa.